# 劳动 (中文杂志)
《劳动》是一份创刊于1918年3月的中国无政府主义杂志，也是中国的第一份劳工杂志。创刊人包括吳稚暉、梁冰弦和刘石新。

## 历史
五四运动前夕，无政府主义在中国得到了大规模的传播。
1918年3月，吳稚暉、梁冰弦等人在上海创办《劳动》月刊，宣传勞工運動。吳稚暉定《劳动》宗旨为“尊重劳动；提倡劳动主义；维持正当之劳动，排除不正当之劳动……促进我国劳动者与世界劳动者一致解决社会问题”。同月，该杂志发文称颂十月革命。
《劳动》杂志仅出版了五期，随后停刊。

### 引用
1. 1 2  熊 2019，第58頁.
2. ↑  熊 2019，第58頁; 德里克 2006，第14頁.
3. ↑  朱 et al. 2000，第21頁.
4. ↑  顾 1999.